# Quilaco
Quilleco (en mapudungun trois eaux) est une commune du Chili faisant partie de la Province de Biobío, elle-même rattachée à la Région du Biobío. En 2012, la population de la commune s'élevait à 3 980 habitants. La superficie de la commune est de 1 124 km2 (densité de 3,5 hab./km²),.

## Situation
Le territoire de la commune se trouve partagé entre la vallée centrale du Chili et les contreforts de la Cordillère des Andes. Il s'étire le long de la rive sud du Rio Biobio. L'agglomération principale qui regroupe la moitié de la population de la commune touche celle de Santa Barbara située sur la rive opposée et reliée à elle par un pont. La commune se trouve à 553 kilomètres à vol d'oiseau au sud-sud-ouest de la capitale Santiago et à 41 kilomètres au sud-est de Los Ángeles capitale de la Province de Biobío.

## Historique
La commune a son origine dans une mission franciscaine créée en 1760 par des frères franciscains sur le territoire du cacique mapuche Mayacan.

## Patrimoine naturel
Sur le territoire de la commune se trouve la réserve naturelle Altos de Pemehue d'une superficie de 18 854 hectares créée en 2009 caractérisée par des paysages andins avec de nombreuses forêts et quelques petits lacs.

Position de Quilaco (en rouge) au sein de la Région du Biobío.